# Döes
Louis-Christian Does, dit Döes ou Doës, né le 5 mars 1859 à Genève et mort le 9 janvier 1944 à Paris, est un dessinateur et un illustrateur français.

## Biographie

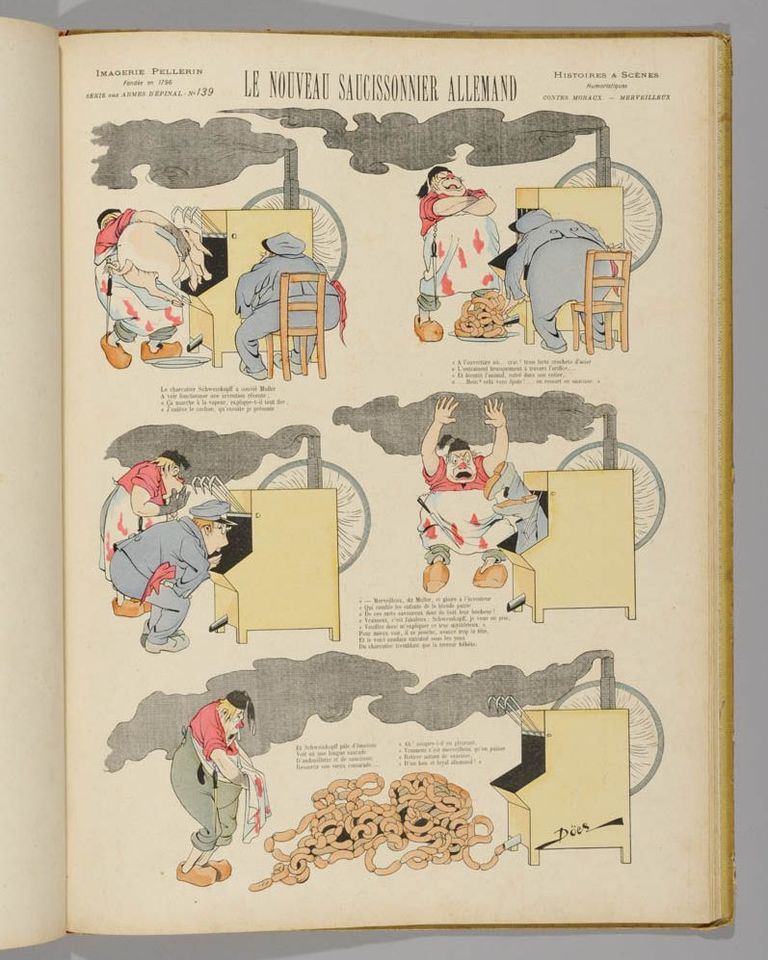
Döes, « Le nouveau saucissonnier allemand », Imagerie Pellerin (fin XIXe, musée départemental Albert Demard).

Né en Suisse, il étudie l’architecture à l’École des Beaux-Arts de Paris et suit les enseignement de Jean-Léon Gérôme puis travaille dans la publicité.
Il collabore au journal genevois Le Bossu et publie en 1884 Les Prétendues de mademoiselle Pulchérie chez la Librairie Vanier, sise à Paris quai Saint-Michel. Si la présentation et la forme sont influencées par les livres de son compatriote Rodolphe Töpffer, il est très court (8 planches) et n'est qu'une adaptation de récits qu'il donne à l'époque dans Le Bossu.
Sous le nom de « Döes », il produit des bande dessinée en une planche pour l'Imagerie Pellerin située à Épinal ainsi que pour la maison Quantin et pour Eugène Gordinne à Liège. Il entre au Chat Noir en 1887 et en deviendra collaborateur régulier, en 1896 il y dessine Les Vacances du petit Anatole sur un scénario d’Alphonse Allais.
Il dessine également des pages pour L'Assiette au beurre, où il coordonne le n° 52 du 29 mars 1902 sur « Les gens pratiques », Le Rire, Cocorico ou, à durant l'entre-deux-guerres, à Marius. Avec son ami Benjamin Rabier, il est choisi pour décorer les salles d'honneurs du ministère de la guerre.
Tout au long de sa carrière, ses dessins paraissent dans des journaux humoristiques en Suisse, à Paris, à Londres, à Berlin et à New York.
Un portrait réalisé par son contemporain Georges Redon présente un barbu fumant une longue pipe. Selon la revue Papiers Nickelés, il est surnommé « le navigateur hollandais » par Jean Moréas, sans que l'origine du surnom ne soit connue. Ce surnom se retrouve - sans pouvoir lui lier directement - dans les Souvenirs de la vie littéraire d'Antoine Albalat, qui indique qu'« un garçon à grande barbe et longue pipe » dont il a oublié le nom est ainsi surnommé et fréquente le café Steinbach, sur le boulevard Saint-Michel.
Plusieurs sources (Dico Solo, BnF), le confondent avec Louis Rémy Sabattier, auteur de la même période mais sans aucun lien réel.
Il décède à 84 ans et est inhumé au cimetière du Montparnasse.

## Recueils

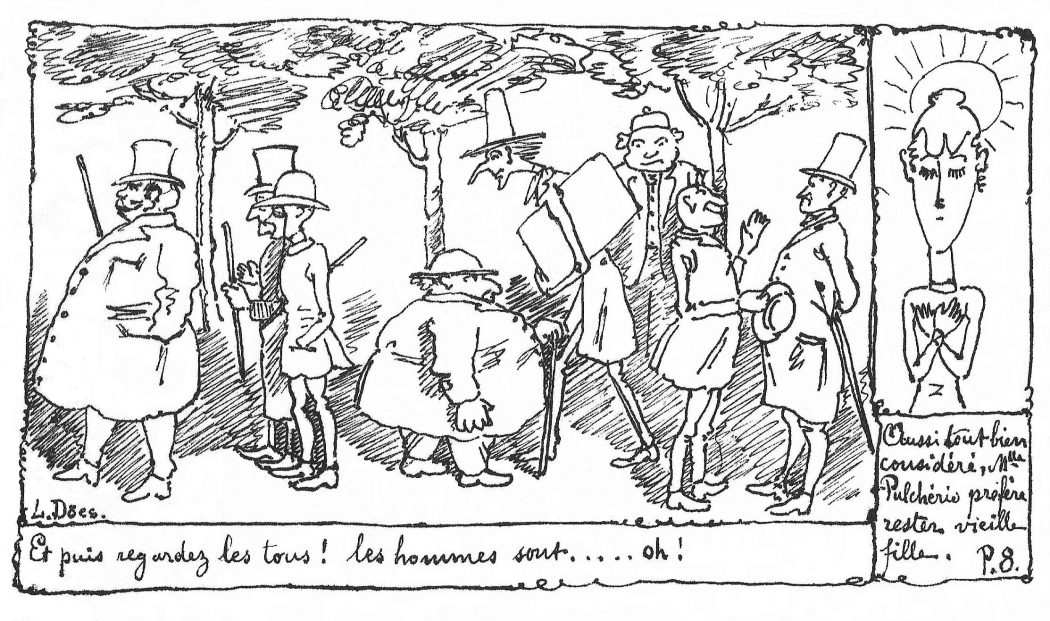
L. Does, Les Prétendues de mademoiselle Pulchérie, Librairie Vanier, Paris, 1884.

- Les Prétendues de mademoiselle Pulchérie, Librairie Vanier, 1884.
- « Historiettes », Maison Quantin, 1890-1892.
- « Mise en perce ! » dans Histoires & scènes humoristiques, contes moraux, merveilleux, série aux armes d’Épinal n° 54, 1891.